# تیم ملی هندبال وانواتو
تیم ملی هندبال وانواتو، نماینده کشور وانواتو در مسابقات بین‌المللی ورزش هندبال است. 

## جام ملت‌های هندبال اقیانوسیه
| سال           | رده |
| ------------- | --- |
| استرالیا ۲۰۰۲ | ۲   |
| جمع           | ۱/۹ |